# Nazionale maschile under 19 di football americano del Belgio
La Nazionale di football americano Under-19 del Belgio è la selezione maschile di football americano della BFL, che rappresenta il Belgio nelle varie competizioni ufficiali o amichevoli riservate a squadre nazionali Under-19.

## Risultati
Legenda: Grassetto: Risultato migliore, Corsivo: Mancate partecipazioni

## Dettaglio stagioni

### Tornei

#### Campionato europeo

##### Europeo C
| Stagione | regular season | regular season | regular season | regular season | regular season | regular season | playoff | playoff | playoff | playoff | playoff | playoff      | playoff    |
|          | Vin            | Par            | Per            | Tot            | PF             | PS             | Vin     | Per     | Tot     | PF      | PS      | risultato    | avversaria |
| -------- | -------------- | -------------- | -------------- | -------------- | -------------- | -------------- | ------- | ------- | ------- | ------- | ------- | ------------ | ---------- |
| 2023     | -              | -              | -              | -              | -              | -              | 0       | 2       | 2       | 20      | 67      | Quarto posto | Svizzera   |
| Totale   | -              | -              | -              | -              | -              | -              | 0       | 2       | 2       | 20      | 67      |              |            |

Fonte: britballnow.co.uk

### Riepilogo partite disputate
| Anno              | Luogo     | Evento    | Fase del torneo      | Incontro          | Risultato |
| 8 aprile 2023     | Calatayud | Europeo C | Semifinale           | Spagna - Belgio   | 48 - 6    |
| 16 settembre 2023 | Beringen  | Europeo C | Finale 3º - 4º posto | Belgio - Svizzera | 14 - 19   |

## Confronti con le altre Nazionali
Questi sono i saldi del Belgio nei confronti delle Nazionali incontrate.

### Saldo negativo
| Nazionale | Giocate | Vinte | Pareggiate | Perse | PF | PS | Ultima vittoria | Ultimo pari | Ultima sconfitta |
| --------- | ------- | ----- | ---------- | ----- | -- | -- | --------------- | ----------- | ---------------- |
| Svizzera  | 1       | 0     | 0          | 1     | 14 | 19 | -               | -           | 2023             |
| Spagna    | 1       | 0     | 0          | 1     | 6  | 48 | -               | -           | 2023             |